# Fredrik Ljungberg

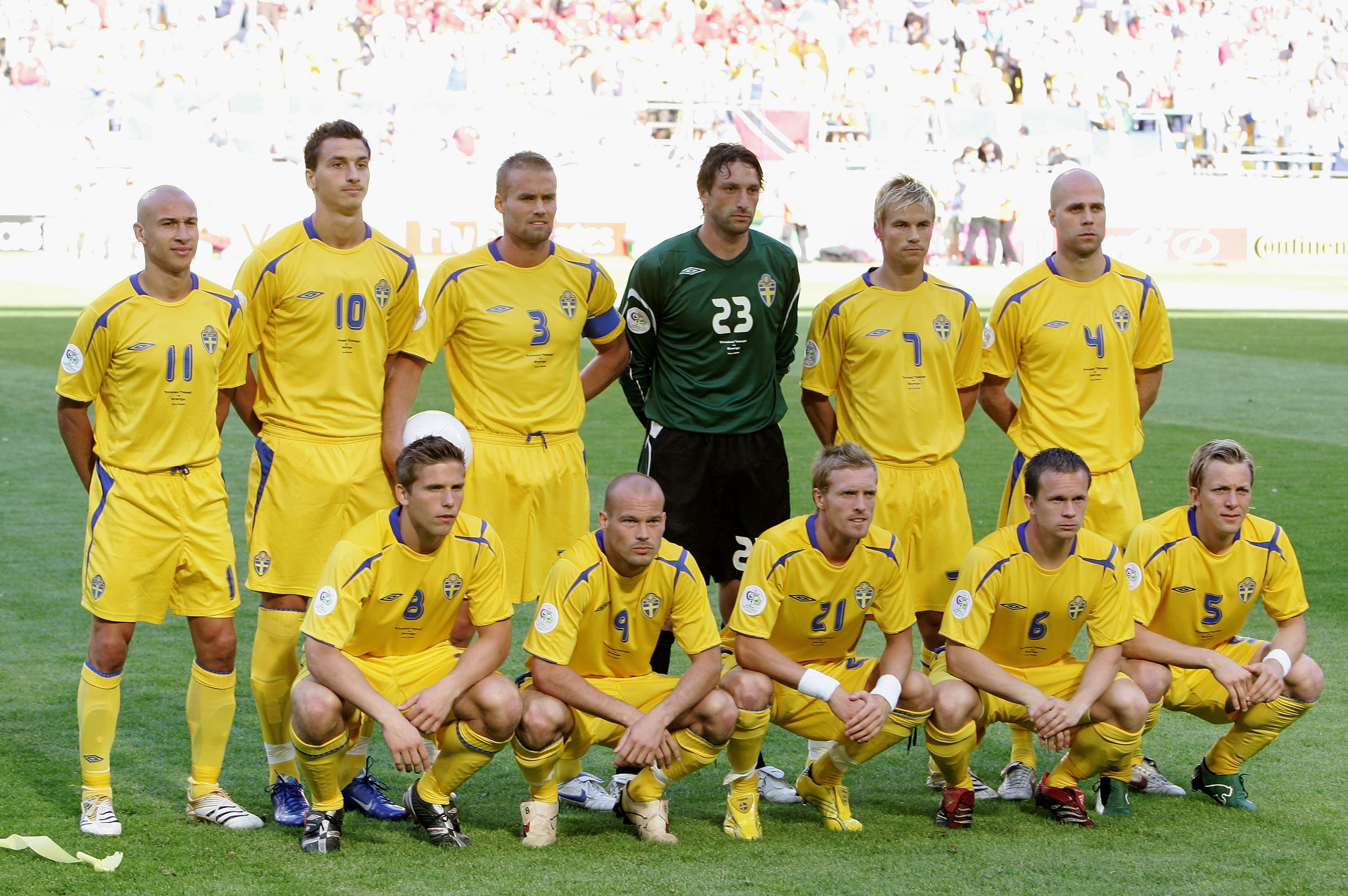
Svenska herrlandslaget i fotboll 2006.

Karl Fredrik Ljungberg, född 16 april 1977 i Vittsjö i Skåne, är en svensk före detta fotbollsspelare (offensiv mittfältare), och numera tränare och expertkommentator. Ljungberg startade sin karriär i Halmstads BK där han blev svensk mästare, och hade sedan framgångsrika år i engelska Arsenal FC där han blev engelsk mästare två gånger. 
Ljungberg är uppväxt i Halmstad. Han spelade 75 A-landskamper och blev lagkapten i det svenska landslaget efter världsmästerskapet 2006, vilket han var fram till att han slutade i landslaget efter EM 2008.
Han har fått guldbollen två gånger, 2002 och 2006 och har blivit vald till Sveriges bästa mittfältare vid sex tillfällen; 1998, 2001, 2002, 2003, 2004 och 2005.
Ljungberg var även modell för Calvin Kleins kalsonger från år 2003 fram till år 2007.
2018 blev han expertkommentator i Viasats Premier League TV-studio, för att sedan bli manager för sin gamla klubb Arsenal. Han återkom till Viasat som expertkommentator 2021.

## Klubbkarriär

### Tidiga år
Fredrik Ljungberg föddes 1977 i Vittsjö i Skåne. Vid fem års ålder flyttade han med familjen till Halmstad. I samma veva började han spela fotboll i Halmstads BK. Som ung ansågs han även vara en lovande handbollsspelare men han valde att satsa på fotbollen. Han debuterade i allsvenskan för Halmstads BK 1994 mot AIK. i Allsvenskan 1997 var han en nyckelspelare när HBK tog SM-guld.

### Arsenal
Efter en enastående EM-kvalmatch 5 september 1998 mot England, som Sverige besegrade med 2–1, såldes Ljungberg 11 september 1998 till de då regerande engelska mästarna Arsenal FC för 40 miljoner kronor. Det var dittills den största summan för en svensk fotbollsspelare. Arsenals manager Arsène Wenger hade sett landskampen på tv och kontaktade Halmstads BK direkt. Ljungberg debuterade i Arsenal den 21 september 1998 mot Manchester United FC. Med elva minuter kvar ledde Arsenal med 2–0. Det var då svensken tog sina första kliv på Highbury. Fyra minuter och fyrtiotvå sekunder senare gjorde han mål med en lobb över en av världens bästa målvakter, Peter Schmeichel, och det fastställde slutresultatet till 3–0 för Arsenal.  
Året efter hade Ljungberg slagit sig in i startelvan och samma säsong 1999 mötte Arsenal bland annat AIK i två gruppspelsmatcher i UEFA Champions League. Arsenal förlorade finalen i Uefacupen 1999/2000 mot turkiska Galatasaray, en match Ljungberg missade på grund av skada.
Ljungberg hade för vana att stå för viktiga mål i Arsenal. Inte sällan gjorde han mål efter djupledslöpningar och pass från Dennis Bergkamp. Han gjorde ledningsmålet i FA-cupfinalen mot Liverpool 2001, som dock Arsenal förlorade. I FA-cupfinalen mot Chelsea året därpå fick Ljungberg bollen vid mittlinjen, dribblade sig förbi Chelseas John Terry och avslutade med en höger insida i bortre gaveln. Detta 2–0-mål avgjorde FA-cupfinalen, och skrev in Ljungberg i historieböckerna: ingen spelare hade tidigare gjort mål i två raka FA-cupfinaler.
Arsenal hade slutat på en andraplats i Premier League efter Manchester United tre år i rad. Men säsongen 2001/02, då Arsenal vann "dubbeln" (både ligan och FA-cupen) blev Ljungbergs mest målrika säsong i Arsenal, då han stod för totalt 17 mål i liga, FA-cup och Champions League. Han blev då utnämnd till månadens bästa spelare i Premier League under april och senare även för helåret 2002. Året därpå slutade Arsenal på en andraplats i ligan efter Manchester United, men Ljungberg var med och vann FA-cupen igen, denna gång mot Southampton på Millennium Stadium i Cardiff. I ligamatchen före, avslutade Ljungberg säsongen mot Sunderland den 11 maj 2003 med ett hattrick.
Ljungberg var även mycket delaktig säsongen 2003/2004 som blev historisk då Arsenal gick obesegrade i ligan en hel säsong. Laget kallas i dag "The Invincibles" och räknas som den anrika klubbens bästa årgång någonsin.
Han hittade åter målformen och stod för 10 ligamål säsongen 2004/2005, när Arsenal slutade tvåa efter Chelsea. I FA-cupfinalen 2005 mot Manchester United, slog Ljungberg en straff i den matchavgörande straffsparksläggningen, och vann sin tredje FA-cup titel, och Arsenal sin tionde. I juli 2005 förlängde Ljungberg kontraktet med Arsenal till 2009.
Efter en fjärdeplats i Premier League 2005/2006, lyckades Arsenal att kvalificera sig till finalen i Uefa Champions League. Ljungberg spelade hela finalen den 17 maj 2006, där han mötte landslagskamraten Henrik Larssons FC Barcelona. Champions League-finalen har gått till den svenska fotbollshistorien för Henrik Larssons avgörande inhopp i slutet. Men sett över hela matchen var Fredrik Ljungberg inte bara bäste svensk utan hela planens kanske främste aktör. Med en man mindre i stort sett hela matchen, förlorade Arsenal finalen med 2–1.  
Ljungberg hade vid denna tid börjat plågas av skador, och han spelade ofta med smärtstillande medel i kroppen. Ryggen och knät hade börjat krångla. Han fick även flera gånger problem med svåra migränattacker.  
Ljungberg gjorde sitt sista mål för Arsenal, i hans första match som klubbens lagkapten, den 23 augusti 2006 i Uefa Champions League-play off matchen mot Dinamo Zagreb, och den 21 april 2007 i derbymötet mot Tottenham Hotspur, blev hans sista framträdande för Arsenal i Premier League. 
Ljungberg hamnade på elfte plats när Arsenal anordnade en omröstning bland fansen gällande klubbens 50 bästa spelare genom tiderna. Arsenals supportrar 2011 utsåg tidernas Arsenalelva, där Fredrik Ljungberg fick en plats på mittfältet.

### West Ham United
Efter en skadefylld säsong lämnade Ljungberg Arsenal den 24 juli 2007 för ligakonkurrenten West Ham United, med ett fyraårskontrakt som var värt 1,4 miljoner kronor i veckan. Det dröjde till 9 februari 2008 innan Ljungberg gjorde sitt första mål i West Ham-tröjan på Upton Park när han slog in 1–0 efter sju minuter mot Birmingham City. Målet var i princip öppet och Ljungberg slog in bollen bakom en chanslös Maik Taylor i Birminghams mål. Ljungbergs andra mål för säsongen, betydde 1–0 i den 17:e minuten mot Sunderland 29 mars 2008. Svensken fick bollen till höger i straffområdet och skottet styrdes i mål via en täckande försvarare. Ljungberg drabbades sedan av en lårskada och bars ut på bår i slutminuterna av förlustmatchen. Ljungberg fick inte vara hel särskilt länge efter lårskadan han ådrog sig mot Sunderland. Efter att ha gjort comeback var det återigen en bår som förde den svenske landslagskaptenen av planen i Premier league-mötet mellan West Ham och Newcastle 26 april 2008, då Steven Taylor i en närkamp, trampade sönder ett revben på Ljungberg. Det blev Ljungbergs sista match som spelare i Premier League.
Det blev bara 25 ligamatcher och 2 mål för West Ham United, då skador förstörde stora delar av säsongen. Bara drygt en månad efter att han lämnat landslaget, nådde Ljungberg och West Ham en överenskommelse att bryta kontraktet med omedelbar verkan, trots tre år kvar på kontraktet.

### Seattle Sounders
Den 28 oktober 2008 blev det officiellt att Ljungberg skrivit på för den amerikanska klubben Seattle Sounders FC.  I december 2008 blev det en ny operation av hans höft i Vail, Colorado. Ljungberg debuterade sedan den 29 mars 2009 mot Real Salt Lake City.
I juli 2009 var Ljungberg kapten i ligans All Star-lag, och 2 september samma år blev han amerikansk cup-mästare. Seattle Sounders slog DC United med 2–1 i finalen som spelades i Washington, och Ljungberg låg bakom första målet. Första säsongen svarade svensken för två mål och nio assist. Andra säsongen mäktade Ljungberg bara med två assist och noll mål på grund av ständiga skadebeskymmer och sviktande form.

### Chicago Fire
Den 30 juli 2010 bytte han klubb till Chicago Fire. 30 september samma år gjorde Ljungberg sitt första mål för Chicago mot San Jose Earthquakes. Två mål och sju assist på 15 matcher blev det för Ljungberg i Chicago. Hans kontrakt med MLS-klubben gick ut vid årsskiftet.

### Celtic
Den 30 december 2010 blev det klart att Ljungberg skulle spela för Celtic fram till maj, för att senare utvärdera sin framtid i klubben. Redan sedan tidigare fanns två svenskar i klubben, mittbacken Daniel Majstorović och assisterande tränaren Johan Mjällby. Ljungberg fick bära den svenske Celtic-ikonen Henrik Larssons tröja nummer 7.
Det blev dock inte mycket speltid för Ljungberg. När han anlände till Glasgow hade han inte spelat fotboll på tio veckor, och skulle debutera mot Glasgow Rangers i "Old Firm-derbyt " den 2 januari 2011, men drabbades av ett virus och missade matchen.  Han debuterade för Celtic i en cupmatch mot Berwick Rangers den 9 januari 2011. Tiden i klubben kantades sedan av fortsatta skadeproblem. Ljungberg fanns med i matchtruppen vid totalt elva matcher i Celtic, och det blev endast en match som startspelare och sju som inhoppare. Den 3 juni 2011 stod det klart att Celtic inte förlängde Ljungbergs kontrakt.

### Shimizu S-Pulse
Den 27 augusti 2011 skrev Ljungberg på för japanska Shimizu S-Pulse. Kontraktet var på två år, men bröt kontraktet redan i februari 2012. Ljungberg debuterade för sin nya klubb 10 september 2011 då han blev inbytt i den 65:e minuten i ett derby mot Jubilo Iwata. Ljungberg gjorde sina första hela 90 minuter i klubben sedan flytten till Japan, 2 oktober, när de vann mot Nagoya Grampus Eight med 2-0. Sista matchen i Japan skedde på julafton 2011 mot Cerezo Osaka. Han spelade 19 minuter men blev utbytt då han skadat ljumsken. Efter att Ljungberg lämnat Japan i februari var han klubblös fram till att han meddelade att han slutade den 28 augusti 2012.

### Mumbai City
Efter två års bortavaro från den professionella fotbollen gjorde han i oktober 2014 comeback i den nystartade indiska superligan. Han värvades till laget Mumbai City FC. Comebacken blev dock kortvarig, då han tvingades lämna Indien efter bara fyra spelade matcher på grund av svårartade ryggproblem.

## Landslagskarriär
Ljungberg debuterade i svenska landslaget 24 januari 1998 i en träningslandskamp mot USA. Han gjorde sitt första mål på en nick mot Danmark på Malmö Stadion den 28 maj 1998, och spelade för landslaget i 2000 års EM, 2002 års VM, 2004 års EM, 2006 års VM och 2008 års EM.
Landslaget tog sig till EM 2000 mycket tack vare Ljungberg, men väl där ville det inte lossna för vare sig laget eller Ljungberg. Ej heller VM-slutspelet 2002 blev bra för Ljungberg. Mest uppmärksammat blev hans bråk på träningen med Olof Mellberg efter en hetsig närkamp. Med en skadad höft gjorde att han fick nöja sig med att spela de två första matcherna, mot England och Nigeria. Hans bästa insats var målpassen till Henrik Larssons 1–1-mål mot Nigeria. Medan övriga landslaget laddade för åttondelsfinalen mot Senegal fick Ljungberg kämpa för att över huvud taget kunna gå.
Ljungberg drabbades senare av måltorka i landslaget och hans insatser där motsvarade inte klassen han visade i Arsenal. Han klagade på för mycket höga bollar i Blågult. När han väl gjorde mål igen, mot San Marino i juni 2003, var det hans första i landslaget på fyra år. 
I EM 2004 lossnade det för Ljungberg. Han gjorde Sveriges första mål mot Bulgarien och visade storform genom hela turneringen. I kvartsfinalen mot Holland jobbade Ljungberg outtröttligt över stora ytor. Han träffade stolpens insida i förlängningen, och satte sin straff i straffsparksavgörandet, som Sverige gick förlorande ur. 
Ljungbergs viktigaste landslagsmål i karriären är troligtvis hans mål mot Paraguay i andra gruppspelsrundan i VM 2006. Sverige hade spelat 0–0 i första matchen mot överraskningsnationen Trinidad & Tobago, vilket blev en stor besvikelse då de flesta räknade med en komfortabel seger. I andra matchen mot Paraguay stod det 0–0 fram till 89:e minuten av matchen då Johan Elmander drev bollen framåt och spelade in i boxen. Marcus Allbäck fick läge att nicka på mål, men valde istället att nicka bollen till en tom yta vilket Ljungberg tog vara på och nickade in 1–0 till Sverige. Målet säkrade i stort sett avancemang och efter 2–2 mot England var en plats i åttondelsfinalerna klar. Där blev Tyskland för svåra.
Efter VM 2006 blev Ljungberg ny kapten för landslaget, och stod för stabila insatser under höstens EM-kval. Trots en skadefylld säsong spelade Ljungberg 90 minuter i alla tre gruppspelsmatcherna i EM 2008. Men Sverige blev utslaget efter att ha förlorat sista gruppspelsmatchen mot Ryssland. 27 juni 2008 meddelade Ljungberg att han gjort sin sista landskamp.

## Tränarkarriär
Från sommaren 2016 arbetade Ljungberg som tränare för Arsenals U15-lag. Den 27 februari 2017 meddelade Bundesliga-klubben VfL Wolfsburg att man utsett Ljungberg till assisterande tränare. Huvudtränare blev samtidigt Andries Jonker, även han närmast från Arsenal, där han varit chef för klubbens ungdomsakademi. Under Jonkers ledning räddade Wolfsburg nytt Bundesliga-kontrakt, men den 18 september 2017 sparkades han tillsammans med Ljungberg och Uwe Speidel, den andre assisterande tränaren. Wolfsburg låg då på 14:e plats, med fyra poäng efter lika många omgångar.
I juni 2018 meddelade Arsenal att Ljungberg blev huvudtränare för U23-laget. Från den 1 juli 2019 till den 28 november samma år arbetade Ljungberg som assisterande tränare i Arsenals A-lag.
Han tog den 29 november 2019 över som tillfällig huvudtränare för laget då den tidigare tränaren Unai Emery fått sparken. Det blev bara 6 matcher som huvudtränare, då Mikel Arteta tog över 20 december 2019. Ljungberg fortsatte som hjälptränare i Arsenal. 22 augusti 2020 meddelade Ljungberg att han lämnade sin roll som  assisterande tränare i Arsenal för att fortsätta tränarutvecklingen.

## Meriter
- Landskamper: 75
- Svensk mästare: 1997
- Svensk cupmästare: 1995
- Engelsk ligamästare: 2002, 2004
- Engelsk FA-cupmästare: 2002, 2003, 2005
- Community Shield: 1999
- Uefacupen: Finalist 2000
- Uefa Champions League: Finalist 2006
- VM-slutspel: 2002, 2006
- EM-slutspel: 2000, 2004, 2008
- Priser vid Fotbollsgalan
  - Guldbollen: 2002 & 2006
  - Årets mittfältare: 1998, 2001, 2002, 2003, 2004 och 2005
- Priser/utmärkelser Premier League
  - 2002 MVP BarclayCard Premier League Player of the Year
  - 2003 Overseas Premier League All-Star Team of the Decade, by Premier League and fans
- October MLS Player of the Month: 2009
- Lamar Hunt US Open Cup-mästare: 2009

## Övrigt
Ljungberg har haft ett flertal reklamkontrakt. Han blev 2003 Calvin Kleins ansikte utåt med uppmärksammade reklamkampanjer för deras kalsonger. I sportskobranschen representerade  han Puma. År 2008 fick han ett reklamkontrakt på tre år med Pepsi och syntes på deras flaskor och i deras reklamfilmer.
Oktober 2009 inledde Ljungberg ett samarbete med ESPN, som medarbetare, kolumnist och deras ambassadör. Samma månad startade han sin blogg där han delade med sig av sina åsikter om fotboll.
Han var även delägare i ett antal restauranger i Halmstad.
Ljungberg är gift sedan 2014 med Natalie Foster, och de har en dotter född 2013 och en son född 2015. Familjen är bosatt i London.